# Centre d'Interpretació del Castell de Montjuïc
El Centre d'Interpretació del Castell de Montjuïc és un centre d'interpretació ubicat al barceloní Castell de Montjuïc. Va obrir les portes el 26 de febrer de 2015 i ofereix l'oportunitat de descobrir la importància patrimonial d'un dels monuments arquitectònics més significatius de Catalunya. L'exposició, que tindrà un caràcter permanent, presenta un recorregut per la història del castell, una història indestriable de la muntanya de Montjuïc i de la ciutat de Barcelona. La mostra ocupa quatre sales del Castell remodelades i adaptades per al projecte museogràfic del centre d'interpretació i accessibles des del pati d'armes.
El Centre d'Interpretació es divideix en quatre àmbits conceptuals : Muntanya de Barcelona, Farell, fortí i fortalesa', ‘Defensa i repressió' i ‘Presó i memòria'.